# Conus gouldi
Espèce
Conus gouldi est une espèce fossile de mollusques gastéropodes marins de la famille des Conidae.

## Description
La taille de la coquille atteint 26,7 mm.

## Distribution
Cette espèce marine n'est connue que comme fossile du Néogène de la République dominicaine.

## Taxonomie

### Publication originale
L'espèce Conus gouldi a été décrite pour la première fois en 2015 par le malacologiste américain Jonathan R. Hendricks (d),.

## Identifiants taxonomiques
- Ressources relatives au vivant :   - Paleobiology Database
  - World Register of Marine Species

Chaque taxon catalogué par les bases de données biologiques et taxonomiques possède un identifiant qui permet d'établir un point de référence. Les identifiants de Conus gouldi dans les principales bases sont les suivants :
CoL : XXHC - WoRMS : 843136